# Buse Çakıroğlu
Buse Naz Çakıroğlu, née le 26 mai 1996 à Trabzon, est une boxeuse turque.

## Carrière
Sa carrière amateur est principalement marquée par une médaille d'or remportée aux Jeux européens de 2019, une médaille d'or remportée aux championnats d'Europe 2019, une médaille d'argent remportée aux championnats du monde 2019 dans la catégorie poids mouches. Elle remporte la médaille d'argent dans la catégorie poids mouches aux Jeux olympiques de 2020. Elle remporte une médaille d'or aux championnats du monde 2022 en poids mi-mouches.
En 2024, elle remporte la médaille d'argent lors des jeux olympiques de Paris dans la catégorie des moins de 50kg.

## Palmarès

### Jeux olympiques
- Médaille d'argent en -50kg en 2024 à Paris, France
- Médaille d'argent en -51 kg en 2020 à Tokyo, Japon

### Championnats du monde
- Médaille d'or en -50 kg en 2022 à Istanbul, Turquie
- Médaille d'argent en -51 kg en 2019 à Oulan-Oude, Russie

### Championnats d'Europe
- Médaille d'argent en -51 kg en 2019 à Alcobendas, Espagne
- Médaille d'argent en -51 kg en 2018 à Sofia, Bulgarie

### Jeux européens
- Médaille d'or en -51 kg en 2019 à Minsk, Biélorussie

### Jeux méditerranéens
- Médaille de bronze en -50 kg en 2022 à Oran, Algérie